# Naprej Slovenija
Naprej Slovenija (NPS) je slovenska neparlamentarna desna politična stranka. Predsednik stranke je Blaž Svetek. Stranka ima sedež v Ljubljani.
Stranka je sodelovala na državnozborskih volitvah v Sloveniji leta 1996 (dosegla 0,08 % glasov), 2000 (0,31 % glasov), 2004 (0,10 % glasov) in 2008, 2018 (0,02 % glasov).
Za kandidaturo na volitvah poslancev iz Slovenije v Evropski parlament 2014 so Državni volilni komisiji namesto zahtevanih tisoč predložili natanko štiri podpise volivcev, s čimer so izrazili prepričanje, da bi morali biti ti podpisi enakovredni podpisom poslancev Državnega zbora (štirje podpisi poslancev so po zakonu o volitvah dovolj za kandidaturo). Komisija je njihovo kandidaturo zavrnila.